# Vasco Lenzi
Vasco Lenzi (Livorno, 12 agosto 1909 – 5 settembre 1988) è stato un calciatore e allenatore di calcio italiano, di ruolo centrocampista.

## Carriera
Debutta in Serie B con il Livorno nella stagione 1931-1932, disputando 5 partite.
Nel 1935 torna a calcare i campi della serie cadetta con il Viareggio, con cui gioca 55 partite in due anni.
In seguito vince il campionato di Serie C 1937-1938 con il Siena e gioca per un altro anno in Serie B per un totale di 19 presenze e 4 gol.
Chiude la carriera con lo Stabia in Serie C.
Divenuto allenatore, subentra a Giuseppe Eberle sulla panchina dell'Igea Virtus. Nella stagione 1963-64 è alla guida della Nocerina, conquistando il secondo posto in campionato. Allena poi il Marsala nella stagione 1968-1969, in Serie C.

## Palmarès

### Giocatore

#### Competizioni nazionali
- Serie C: 1

Siena: 1937-1938

### Allenatore

#### Competizioni nazionali
- Serie D: 1

Marsala: 1967-1968